# Observatori de raigs X Chandra
L'observatori de raigs X Chandra és un satèl·lit artificial llançat per la NASA el 23 de juliol de 1999. Va ser anomenat així en honor del físic indi Subrahmanyan Chandrasekhar, un dels fundadors de l'astrofísica; Chandrasekhar va determinar la massa límit en què les nanes blanques es converteixen en una estrella de neutrons. A més, Chandra significa 'Lluna' en sànscrit.
L'observatori Chandra és el tercer dels grans observatoris de la NASA. El primer va ser el telescopi espacial Hubble, el segon va ser l'observatori de raigs gamma Compton, llançat el 1991, i l'últim va ser el telescopi espacial Spitzer. Abans del llançament, l'observatori Chandra era conegut com a AXAF, per les sigles en anglès Advanced X-ray Astronomical Facility.
Com l'atmosfera terrestre absorbeix la majoria dels raigs X, els telescopis convencionals no poden detectar-los i per al seu estudi es fa necessari un telescopi espacial. El 1976, Riccardo Giacconi i Harvey Tananbaum van proposar a la NASA la idea de construir l'observatori Chandra, i començaren els treballs preliminars en el Marshall Space Flight Center. Mentrestant, el 1978, la NASA va llançar a l'espai el primer telescopi espacial de raigs X, l'Einstein (HEAO-2).
Malgrat això, el projecte Chandra va continuar endavant durant els anys 80 i 90; finalment, el 1992 es va redissenyar la nau per reduir costos. Es van eliminar quatre dels vint miralls que s'havien programat d'incorporar, i se li va calcular una òrbita el·líptica amb què assoliria la tercera part de la distància a la Lluna. Això va eliminar la possibilitat de ser reparat pel transbordador espacial, però col·locava l'observatori fora de la influència dels cinturons de radiació de la Terra durant la major part de la seva òrbita.
Va ser llançat pel transbordador espacial Columbia (STS-93), i era la càrrega més pesant que havia posat mai en òrbita la llançadora.

## Capacitat i instrumental
El Chandra pot captar els raigs X de l'univers amb una resolució angular de 0,5 segons d'arc, mil vegades més que el primer telescopi orbital de raigs X. Està dotat dels instruments següents:
- Advanced CCD Imaging Spectrometer (ACIS)
- High Resolution Camera (HRC)
- High Energy Transmission Grating Spectrometer (HETGS)
- Low Energy Transmission Grating Spectrometer (LETGS)